# Anton Chigurh
Anton Chigurh es un personaje ficticio y el principal antagonista de la novela de Cormac McCarthy de 2005 No es país para viejos. En la adaptación cinematográfica de 2007 del mismo nombre, es interpretado por Javier Bardem.
La interpretación de Bardem como Chigurh fue ampliamente elogiada por los críticos de cine: ganó un Premio de la Academia, un Globo de Oro y un Premio de Cine de la Academia Británica por el papel. Otros elogios incluyen la presencia de Chigurh en numerosas listas de los mejores villanos, sobre todo en la lista de la revista Empire de los 100 mejores personajes cinematográficos de todos los tiempos, en la que ocupó el puesto 44, además de ser nombrada la representación cinematográfica más realista de un psicópata por un grupo independiente de psicólogos en el Journal of Forensic Sciences.

## Descripción general del personaje
Chigurh carece de conciencia, remordimiento y compasión. Carson Wells, un personaje central de la novela, lo describe como un "asesino psicópata" de unos 30 años y de tez oscura. Otros personajes describen los rasgos faciales de Chigurh como de "aspecto exótico". Su arma distintiva es un aturdidor de perno cautivo, que utiliza para matar a sus víctimas y también como herramienta para disparar cerraduras de puertas. También empuña una escopeta y una pistola semiautomática Remington 11-87 con supresión de sonido (así como una TEC-9 en la adaptación cinematográfica). A lo largo de la novela y la película, Chigurh lanza una moneda para decidir el destino de algunas de sus víctimas.

## Creación
El personaje es una recurrencia del arquetipo del "Mal imparable" que se encuentra frecuentemente en la obra de Cormac McCarthy. Sin embargo, los hermanos Coen querían evitar la unidimensionalidad, y en particular una comparación con Terminator. Para evitar una sensación de identificación, los Coen buscaron elegir a alguien "que podría haber venido de Marte". Los hermanos presentaron al personaje al comienzo de la película de una manera similar a la apertura de la película de 1976 The Man Who Fell to Earth. El crítico de cine David DuBos describió a Chigurh como un "equivalente moderno de la muerte en la película de Ingmar Bergman de 1957 El séptimo sello".
Cuando Joel e Ethan Coen se acercaron a Javier Bardem para proponerle interpretar a Chigurh, él respondió: "No conduzco, hablo mal inglés y odio la violencia". Los Coen respondieron: "Por eso te llamamos". Bardem dijo que aceptó el papel porque soñaba con estar en una película de los hermanos Coen.
Los hermanos Coen tuvieron la idea del peinado de Chigurh de un libro que tenía Tommy Lee Jones. Presentaba una foto de 1979 de un hombre sentado en la barra de un burdel con un peinado y ropa similar a la que usaba Chigurh en la película. El estilista ganador del Oscar Paul LeBlanc diseñó el peinado. Los Coen le encomendaron a LeBlanc que creara un peinado "extraño e inquietante". LeBlanc basó el estilo en las fregonas de los guerreros ingleses en las Cruzadas, así como en los cortes de pelo mod de la década de 1960. Bardem le dijo a LeBlanc cada mañana, cuando terminó, que el estilo le ayudó a meterse en el personaje. Bardem supuestamente dijo que "no iba a echar un polvo en dos meses" debido a su corte de pelo. 
Sus antecedentes y nacionalidad no se revelan y están en gran medida abiertos a la especulación. Cuando el escritor Cormac McCarthy visitó el set de la adaptación cinematográfica de su novela, los actores preguntaron sobre los antecedentes de Chigurh y el significado simbólico de su nombre. McCarthy respondió: "Pensé que era un nombre genial".

## Papel en la trama
Chigurh es arrestado por un joven ayudante del sheriff Ed Tom Bell (Tommy Lee Jones). Aprovechando un momento de distracción, lo  estrangula utilizando sus manos esposadas a modo de garrote vil. Luego emplea un aturdidor de perno cautivo para matar a un extraño, robarle el vehículo y escapar. 
En 1980, contratan a Chigurh para recuperar un maletín que contiene 2,4 millones de dólares de la escena de un negocio de drogas que salió mal en el oeste de Texas. Descubre que un soldador local llamado Llewelyn Moss, que se topó con el dinero mientras cazaba, lo tomó y se fue de la ciudad. Chigurh rastrea a Moss hasta un motel utilizando un receptor que se conecta a un transpondedor escondido en el maletín. Sin embargo, Moss ha escondido el dinero en un conducto de ventilación. Cuando regresa al motel, sospechando (correctamente) que hay alguien en su habitación, recupera el dinero del respiradero conectado en una segunda habitación alquilada al otro lado del motel. Un grupo de mafiosos mexicanos enviados para tenderle una emboscada ocupa su habitación original. Cuando Chigurh entra en esta habitación, mata a los gánsteres y busca el dinero, pero no lo encuentra por ningún lado. Moss, mientras tanto, ya huyó tras escuchar los disparos.
Chigurh rastrea despiadadamente a Moss. El enfrentamiento en el hotel entre Moss y Chigurh se desarrolla de manera muy diferente en la película que en la novela. En la novela, Chigurh le roba la llave a un empleado de hotel asesinado y entra silenciosamente en la habitación de Moss, donde Moss le tiende una emboscada y lo lleva cautivo a punta de pistola. Entonces Moss corre y comienza la persecución/tiroteo. Mientras Chigurh y Moss se enfrentan en el hotel y en las calles, son interrumpidos por un grupo de mexicanos, a quienes Chigurh mata. En la película, Chigurh rompe la cerradura de la puerta del hotel y hiere a Moss. Durante el enfrentamiento que sigue, sólo se muestra a Moss y Chigurh peleando; el grupo de mexicanos no está presente.
Chigurh descubre que Carson Wells, otro cazarrecompensas y excolega, ha sido contratado para recuperar el dinero y eliminarlo. Chigurh mata a Wells, quien intentó hacer un trato con Moss para darle protección a cambio del dinero. Luego, Chigurh intercepta una llamada telefónica de Moss en la habitación del hotel de Wells y se ofrece a perdonar a la esposa de Moss si acepta renunciar al dinero. Moss se niega y promete localizar y matar a Chigurh. Chigurh mata al hombre que lo contrató a él y a los mexicanos como venganza por no confiar en Chigurh para completar el trabajo. Unos sicarios mexicanos acaban matando a Moss en un motel de El Paso. Sin embargo, sin que los mexicanos lo supieran en el momento de la emboscada, Moss había vuelto a esconder el dinero en los conductos de ventilación. Chigurh aparece después de que la policía se ha ido, recupera el dinero del respiradero y se lo devuelve al inversor.
La viuda de Moss regresa a casa después del funeral de su madre y encuentra a Chigurh adentro esperándola. Después de escuchar sus súplicas de clemencia, él le pide que apueste su vida al lanzar una moneda. En el libro, ella llama cabezas; sale cruz, y él dispara y la mata. En la adaptación cinematográfica, ella se niega a lanzar el sorteo y dice: "La moneda no tiene nada que decir. Solo eres tú". Luego, la película muestra una toma de Chigurh saliendo de la casa y revisando las suelas de sus botas en busca de sangre, lo que implica que la ha matado. Mientras se alejaba de su casa, Chigurh resulta gravemente herido en un accidente automovilístico, sufre una fractura compuesta del cúbito izquierdo y se aleja cojeando. En el lugar del accidente, antes de que lleguen las autoridades, ofrece $100 a un adolescente en bicicleta para que le de su camiseta, buscando usarla para vendar sus heridas y como cabestrillo para su brazo ahora roto. Chigurh luego huye de la escena antes de que llegue la ambulancia.

## Personalidad
Chigurh es un asesino psicópata que sigue su propia ética y asesina sin compasión ni remordimiento, pero siempre con deliberación. Se le describe con su propia moral retorcida (por ejemplo, intentando matar al dueño de la gasolinera porque creía que había obtenido el beneficio del negocio mediante su matrimonio). Tampoco tiene muchas emociones, no siente empatía por los demás y puede describirse como calculador, tranquilo, metódico y antisocial. Si bien no mata sin un propósito, sus razones a veces son abstractas y típicamente egoístas (por ejemplo, asesinar a alguien con la única intención de quitarle su vehículo). Se ve a sí mismo como un agente o una mano del destino, un instrumento que exige lo que se supone que debe suceder con aquellos a quienes considera responsables. Chigurh parece reaccionar basándose en signos naturales, como el lanzamiento de una moneda que decide el destino de algunos individuos. Cuando un resultado no está influenciado o causado por sus propias manos, lo hace sentir impotente y sin control de su propio destino, como cuando un niño le da su camisa gratis y trató de rechazar el dinero que Chigurh insistió en que tomara, como dijo Chigurh. Pensó que no se había ganado esa camiseta. Les da a muchas de sus víctimas la oportunidad de sobrevivir haciendo tratos, ya sea personalmente o lanzando monedas al aire al tomar decisiones. Se siente inquieto cuando una de sus víctimas señala que la moneda no tiene voz y voto en sus asesinatos, sugiriendo que sus medios para evitar la responsabilidad y ocultar el placer en el asesinato son una fachada. Se le representa con una gran resistencia al sufrimiento, como soportar el dolor de múltiples disparos de escopeta o un brazo fracturado. Comenta Der Spiegel al respecto: "La sed de sangre y la obsesión por la limpieza forman una extraña unidad en el asesino psicópata Chigurh. Así como se quita las manchas rojas de sus zapatos después de un acto, también cubre meticulosamente su habitación de hotel con láminas de plástico antes de sufrir dolores marciales para quitarse una bala de su propio cuerpo. Chigurh puede ser la encarnación del mal, pero sobre todo encarna la artesanía que aún prevalece en el asesino en serie más delirante: por favor, lávate las manos después de asesinar".
Chigurh mata o intenta matar a casi todas las personas que conoce en la película. En palabras de Javier Bardem, en la versión cinematográfica, Chigurh también mata a quien no encaja en su visión de un mundo "mejor". Las únicas personas a las que perdona son el propietario de la gasolinera (que adivina correctamente el lanzamiento de la moneda de Chigurh), la mujer de la oficina del parque de casas rodantes (cuando Chigurh oye la cisterna del inodoro en una habitación cercana), la mujer de la recepción del motel, el contador (posiblemente), y los dos niños que andan en bicicleta y que le dan a Chigurh una de sus camisetas después de su accidente.

## Análisis
La descripción de Chigurh como un antagonista extranjero aparentemente inhumano refleja la aprensión de la era posterior al 11 de septiembre. Muchas de las obras de McCarthy retratan a individuos en conflicto con la sociedad, actuando por instinto más que por emoción o pensamiento. La película enfatiza agonísticamente el contraste recurrente entre el protagonista, el sheriff Ed Tom Bell con Chigurth. Bell viste de manera conservadora y está profundamente involucrado en las normas de su comunidad. Habla con el mismo acento sureño que casi todos los demás personajes. Chigurth tiene un acento inlocalizable, filtrado a través de una voz profunda y ronca, y un extraño corte de pelo en forma de plato de sopa. Su expresión vacía y sin emociones evoca el misterio de una cabeza olmeca. Viste casi exclusivamente de negro. Los contrastes entre Chigurh y Bell subrayan las contradicciones entre lo que los personajes simbolizan respectivamente. El más joven, extraño y plenamente presente Chigurh supera al Sheriff Bell, cuyo título, edad y disposición nostálgica connotan sentimentalismo moral y conservadurismo. Una perspectiva psicológica moral predice contrastes tan superficiales: los villanos, encarnaciones del egoísmo y la antisocialidad, probablemente sean extraños e inadaptados. Representan una amenaza externa, algo que hay que combatir y desterrar. Los héroes familiares y comprensivos, por otro lado, afirman el espíritu prosocial de la sociedad. Se sitúa al villano alienígena fuera del orden social existente.

## Recepción
Los críticos han elogiado la interpretación de Bardem de Chigurh, por la que recibió un Premio de la Academia, un Globo de Oro y un BAFTA.
El profesor de la Universidad Yale Harold Bloom calificó a Chigurh como la principal debilidad de No es país para viejos, diciendo que "no tiene la legitimidad o la grandeza que tiene el juez Holden".
UGO.com lo clasificó en su lista de los 11 principales "psicópatas de la pantalla grande", diciendo: "Chigurh es un asesino de pocas palabras y opciones interesantes de armamento; es un hombre sin sentido del humor. Otros podrían decir que tiene un sentido retorcido. Una cosa en la que la mayoría puede estar de acuerdo es que Chigurh es un loco que mata despiadadamente a casi cualquiera que lo vea, y mucho menos a aquellos que se interponen en su camino. Y aparentemente, la única manera de sobrevivir a una carrera. Con el hombre hay una probabilidad de 50-50 de lanzar una moneda, pero Dios mío, no cuestiones sus motivos, simplemente parece irritarlo aún más".
Empire.com lo clasificó en el puesto 46 en su lista de los 100 mejores personajes de películas de todos los tiempos, elogiando la expresión de su rostro cuando estrangula a un policía con sus propias esposas y que "Cuando el novelista estadounidense Cormac McCarthy quiere presentarte un personaje oscuro, es seguro asumir que no podrás sacártelo de la cabeza durante mucho tiempo, si es que alguna vez lo logras. Uno de los mejores es Chigurh, y entre los Coen y Bardem, nunca perdieron el ritmo para llevar este monstruo a la pantalla. Con el tipo de implacabilidad impía generalmente reservada para los íconos del terror, el asesino a sueldo tiene una habilidad casi sobrenatural para rastrear a su presa y es bastante corto en el departamento de misericordia, prefiriendo dejar las decisiones difíciles a un lanzamiento de moneda. Y ese corte de tazón es absolutamente aterrador".
Al ser bien recibido después de la presentación de No es país para viejos, Chigurh ha sido interpretado en otros medios, principalmente como una parodia de las escenas más memorables de la película. Ike Barinholtz interpreta a Anton Chigurh en la película parodia Disaster Movie, mientras que Carlos Areces interpreta a Anton Chigurh en la película parodia Spanish Movie. La serie de comedia británica Benidorm también parodió al personaje en el especial de 2009.
El episodio de Los Simpson "Waverly Hills, 9-0-2-1-D'oh" simulaba a Chigurh como inspector de la ciudad de Waverly Hills, mientras que el episodio "Daddicus Finch" mostraba al personaje Nelson Muntz interpretando a un personaje parecido a Chigurh durante una actuación escolar.
Una parodia titulada Habrá batidos para viejos apareció en el episodio 5 de la temporada 33 de Saturday Night Live de NBC, que se emitió el 23 de febrero de 2008. Fred Armisen aparece como Anton Chigurh, completo con una pistola bólter cautiva y un corte de pelo de paje, imitando su famosa escena de estación de gasolina.  El mismo episodio de Saturday Night Live también presentó una parodia de No Country for Old Men titulada Grandkids in the Movies. El luchador profesional Chris Jericho ha declarado que la versión heel de su personaje que debutó en 2008 se inspiró directamente en el comportamiento tranquilo e indomable de Anton Chigurh. El episodio 6 de la temporada 4 de la parodia policial Angie Tribeca refiere a Fargo y también tiene a un sicario siniestro que se parece a Chigurh, que está buscando un camión robado y arrastra una pistola de refrescos, completa con un tanque de metal gigante. Mata a sus víctimas pidiéndoles que abran la boca y luego ahogándolascon soda.
En la serie animada Bob's Burgers, Louise se disfraza de Chigurh para Halloween en el episodio "El lobo de Wharf Street".
En la serie animada El asombroso mundo de Gumball, Nicole imagina una persecución que involucra billetes robados, un dispositivo de rastreo y un perro sicario que se parece exactamente a Chigurh en el episodio "The Box".
En el episodio de la temporada 23 de la serie animada South Park, "Band in China", Randy Marsh estrangula y mata Winnie the Pooh en una referencia a la escena en la que Chigurh estrangula a un oficial de policía hasta matarlo con un par de esposas, completas con sangre, la escena se prolongaba y la expresión de locura en el rostro del asesino.
Kevin James parodió a Chigurh en el cortometraje No Country for Sound Guy, estrenado el 17 de julio de 2020.

## Otras lecturas
- Doom, Ryan P. (2009). «The unrelenting country: No Country for Old Men (2007)». The Brothers Coen: Unique Characters of Violence. Praeger. pp. 149–162. ISBN 978-0-313-35599-8.

- Datos: Q4775712